# Kirchseeon
Kirchseeon est une commune de Bavière (Allemagne), située dans l'arrondissement d'Ebersberg, dans le district de Haute-Bavière.

## Personnalités liées
- Gregor Ebner (1892-1974), médecin nazi dirigeant le projet Lebensborn a exercé la médecine à Kirchseeon.
- Ludwig Waldleitner (1913-1998), producteur de cinéma allemand
- Sepp Viellechner (né en 1935), chanteur allemand
- Michael Winter (né en 1976), sélectionné pour le tir à la carabine aux J.O. de 2008